# Satu Mare (Arad)

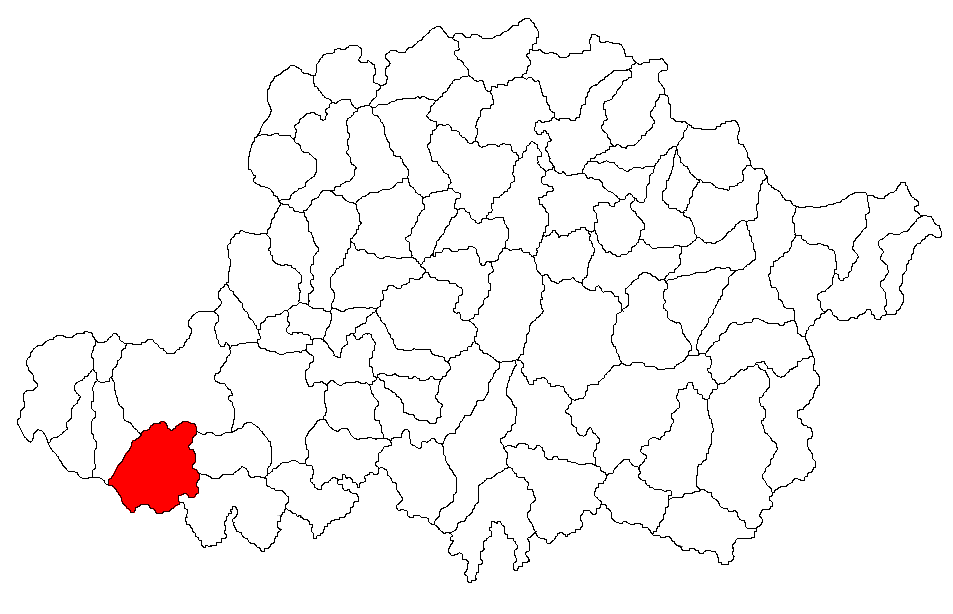
Lage der Gemeinde Secusigiu im Kreis Arad

Satu Mare (deutsch Großdorf, ungarisch Temesnagyfalu oder Nagyfalu, serbisch-kyrillisch Наћвола, Наћфала) ist ein Dorf im Kreis Arad, Banat, Rumänien. Satu Mare gehört zu der Gemeinde Secusigiu.

## Geografische Lage
Satu Mare liegt im Marosch-Tal, an der Landstraße Arad-Periam. Verwaltungsmäßig gehörte die Ortschaft bis 1968 zum Kreis Timiș, Region Banat, seitdem gehört es zum Kreis Arad.

## Nachbarorte
| Șeitin   | Semlac                                      | Secusigiu    |
| Saravale | Kompassrose, die auf Nachbargemeinden zeigt | Mailat       |
| Periam   | Variaș                                      | Sânpetru Mic |

## Geschichte
Urkundlich wurde Magna Villa 1333 und 1334 erstmals erwähnt. Während der Türkenzeit war der Ort bewohnt und hatte 70 Häuser (1557–1558). Auf der Josephinischen Landaufnahme von 1717, ist der Ort mit 16 Häusern eingetragen. Nach dem Frieden von Passarowitz (1718), als das Banat eine Habsburger Krondomäne wurde, war Großdorf Teil des Temescher Banats. Für das Jahr 1773 waren 140 Häuser vermerkt.
1796 kamen Deutsche aus Perjamosch nach Großdorf, später zogen auch aus anderen Banater Dörfer (Variaș, Lovrin, Triebswetter, Alexanderhausen, Biled) Deutsche zu. Bis zum Zuzug der Deutschen war Großdorf ein serbisches Dorf. Die ersten Rumänen wurden 1880 registriert.
Nach der Dreiteilung des Banats am 4. Juni 1920 infolge des Vertrags von Trianon fiel Großdorf an das Königreich Rumänien. Seitdem ist die amtliche Bezeichnung Satu Mare.

## Demografie
| 1880 | 1482 | 122 | 40 | 520 | 800 |
| 1910 | 1499 | 61  | 55 | 483 | 900 |
| 1930 | 1451 | 94  | 64 | 455 | 838 |
| 1977 | 1148 | 497 | 25 | 181 | 445 |
| 1992 | 1005 | 659 | 14 | 48  | 284 |
| 2002 | 1024 | 792 | 5  | 18  | 209 |
| 2011 | 840  | 660 | 4  | 6   | 115 |